# Perversion (film, 1969)
Pour les articles homonymes, voir Perversion (homonymie).
Pour plus de détails, voir Fiche technique et Distribution.
Perversion (Femmine insaziabili) est un giallo ouest-germano-italien réalisé par Alberto De Martino et sorti en 1969.

## Synopsis
Le journaliste italien Paolo Vittori, temporairement aux Etats-Unis à Los Angeles, se retrouve à secourir un homme poursuivi par deux malfaiteurs qui veulent le tuer. Il découvre alors qu'il s'agit de son ami d'enfance Giulio Lamberti, dont il avait perdu la trace. Lamberti, qui avait émigré aux États-Unis, est devenu un acteur célèbre dans des publicités pour International Chemical.
Peu après, Lamberti est retrouvé carbonisé dans sa voiture accidentée. Vittori commence alors à enquêter, découvrant les manigances des principaux actionnaires d'International Chemical. Mais en même temps, il découvre que son vieil ami, qu'il connaissait comme un pur idéaliste, s'est transformé et découvre des côtés de plus en plus sombres, en suivant la trace d'un de ses journaux intimes, dont le volume le plus important a disparu.
Un personnage louche, Bill Steiner, fait chanter les actionnaires de la société : il se dit en possession du journal disparu et prêt à le remettre en échange d'une forte somme d'argent. Peu convaincu, Vittori se lance sur les traces du maître chanteur et, au moment de l'échange, l'agresse, découvrant qu'il s'agit de Lamberti déguisé, qui a simulé sa propre mort pour concocter ce chantage. Sur le point d'être licencié de l'entreprise, il comptait se rattraper en extorquant une forte somme d'argent avant de disparaître au Mexique. Au cours de sa fuite, Lamberti tombe d'un toit et meurt.
Vittori, autrefois journaliste idéaliste, est maintenant persuadé par Vanessa Brighton, une importante actionnaire de la société, d'écrire sa biographie, devenant à la fois son amant et son serviteur.

## Fiche technique
- Titre français : Perversion ou Les Insatiables
- Titre original italien : Femmine insaziabili[1] ou Gli insaziabili
- Titre allemand : Mord im schwarzen Cadillac ou Exzeß[2]
- Réalisation : Alberto De Martino
- Scénario : Lianella Carell, Alberto De Martino, Vincenzo Flamini, Carlo Romano
- Photographie : Sergio D'Offizi (it)
- Montage : Otello Colangeli
- Musique : Bruno Nicolai
- Décors : Nedo Azzini (it)
- Costumes : Gaia Romanini
- Production : Edmondo Amati (it)
- Société de production : Empire Film (Rome), Hape Film Company (Munich), Corona Filmproduktion
- Pays de production :  Italie •  Allemagne de l'Ouest
- Langue de tournage : italien
- Format : Couleur par Eastmancolor - Son mono - 35 mm
- Durée : 99 minutes[1]
- Genre : Giallo
- Dates de sortie :
  - Italie : 14 août 1969
  - Allemagne de l'Ouest : 13 août 1970
  - France : 31 mai 1973

## Distribution
- Dorothy Malone : Vanessa Brighton
- Robert Hoffmann : Paolo Vittori
- Luciana Paluzzi : Mary Sullivan
- Frank Wolff : Frank Donovan
- John Ireland : Walter Salinger
- Roger Fritz : Giulio Lamberti
- Romina Power : Gloria Brighton
- Nicoletta Machiavelli : Luisa Lamberti
- Ini Assmann : La secrétaire de Salinger
- Rainer Basedow : L'acolyte de Donovan
- Elena Persiani : Claire
- Mario Chiocchio
- Rosemarie Lindt : Patty
- Antonietta Fiorito
- John Karlsen : Fletcher (non crédité)

## Production
Les intérieurs du film, qui se déroulent à Los Angeles, ont été tournés dans certaines villas autour de Rome ainsi qu'aux studios Cinecittà.